# Costantino Rozzi
Costantino Rozzi (Ascoli Piceno, 11 gennaio 1929 – Ascoli Piceno, 18 dicembre 1994) è stato un dirigente sportivo e imprenditore italiano.

## Biografia

Rozzi con i suoi celebri calzini rossi.

Detto anche Il presidentissimo, è noto al pubblico sportivo di tutta Italia soprattutto come presidente dell'Ascoli (grazie anche alla partecipazione al Processo del lunedì). Costruttore edile, realizzò, tra gli altri, lo stadio Del Duca di Ascoli Piceno, il Via del mare di Lecce, il Partenio di Avellino, il Vigorito di Benevento e il Molinari di Campobasso. Diplomatosi geometra con il massimo dei voti nel 1948, proseguì la tradizione paterna diventando imprenditore edile. Sposatosi con Franca Rosa, ebbe quattro figli: Annamaria, Fabrizio, Antonella e Alessandra.
Grande appassionato di calcio, rilevò la società Del Duca Ascoli nel giugno 1968, su proposta dello stesso consiglio direttivo, dichiarando che avrebbe tenuto la carica per un solo anno. Ingaggiato l'allenatore Carlo Mazzone, Rozzi riuscì nel giro di soli quattro anni a traghettare la squadra nel campionato cadetto, fino a giungere, nella stagione 1974-75, alla massima divisione. Fino alla morte di Rozzi essa vi avrebbe poi disputato quattordici campionati, conquistandosi così una tradizione di tutto rispetto fra i club minori.
Grazie al contributo di Costantino Rozzi l'Ascoli è diventata la società calcistica più blasonata delle Marche e una delle più importanti del centro Italia. Lungimiranti in tal senso le intuizioni di mercato del Presidentissimo, che ha saputo portare nel corso degli anni nel Piceno campioni quali Adelio Moro, Pietro Anastasi, Liam Brady, Bruno Giordano, Dirceu, Walter Casagrande, Pedro Troglio, Oliver Bierhoff e Walter Novellino. La tenace difesa di questo calcio provinciale, unita alle sue doti di schiettezza, simpatia e verve popolare, fecero del Presidentissimo una vera icona del calcio dell'epoca, insieme ad altri storici presidenti come Romeo Anconetani, Angelo Massimino, Antonio Sibilia e Franco Jurlano.

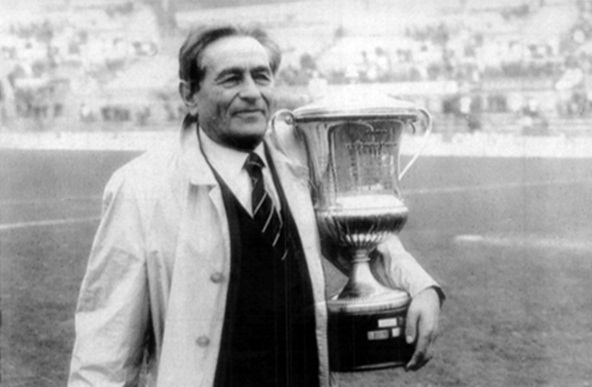
Rozzi con la Coppa Mitropa 1987

Costantino Rozzi morì il 18 dicembre 1994; il giorno prima era stato operato d'urgenza per una grave emorragia digestiva, probabilmente su base neoplastica; si stima che oltre 20 000 persone resero omaggio alla salma. Il funerale fu celebrato nella cattedrale di Ascoli Piceno. Dopo la sua morte per l'Ascoli si susseguirono diversi presidenti (tra cui il fratello di Costantino, Elio), in un periodo di permanenza in Serie C1 e Serie B, riuscendo solo dopo 13 anni, per ripescaggio nella stagione 2005-2006, ad avere un posto in Serie A.
Costantino Rozzi ricevette nel 1989 la laurea honoris causa in sociologia dal rettore Carlo Bo presso l'Università degli Studi di Urbino. A Rozzi sono intitolati: la curva sud dello stadio Del Duca, che tradizionalmente ospita la tifoseria bianconera, un viale, una piazza nei pressi dello stadio stesso e un palazzetto per lo sport a Villa Pigna, frazione di Folignano (AP). Se oggi la città di Ascoli Piceno può vantare una sede universitaria rispettabile e punto di riferimento per i giovani di tutto il sud delle Marche lo deve, in gran parte, all'impegno e alla dedizione di Costantino Rozzi, che nelle vesti di presidente del circolo culturale Lions Club si impegnò in prima persona, a partire dagli anni settanta, per portare una Facoltà di Architettura nel capoluogo piceno.